# Sara Majetich
Sara A. Majetich est une physicienne américaine et professeure de physique à l'Université Carnegie-Mellon. Ses travaux portent sur les nanoparticules magnétiques et les nanostructures pour une application dans les dispositifs spintroniques. Elle est membre de la Société américaine de physique et de l'Institute of Electrical and Electronics Engineers.

## Formation
Majetich a commencé sa carrière scientifique à l'Université de Princeton où elle s'est spécialisée en chimie. Après avoir obtenu son diplôme, elle a déménagé à l'Université Columbia, où elle a obtenu une maîtrise en chimie physique. Majetich était étudiante de doctorat à l'Université de Géorgie, où elle a étudié la dynamique des phonons dans le rubis. Après avoir obtenu son doctorat avec une thèse intitulée « Phonon dynamics in alexandrite and ruby » en 1987, Majetich a déménagé à l'Université Cornell, où elle a travaillé comme associée de recherche postdoctorale. En 1992, elle a reçu le National Young Investigator Award de la Fondation nationale pour la science (NSF). 

## Recherche et carrière
En 1995, Majetich a rejoint le corps professoral de l'Université Carnegie-Mellon . Elle a été promue professeure de physique en 1998. Majetich étudie les nanoparticules magnétiques pour l'imagerie magnétique et le stockage de données magnétiques. Ces nanoparticules ont des tailles très uniformes (c'est-à-dire qu'elles sont monodisperses), ce qui signifie qu'elles peuvent former des matrices. Elle a utilisé la microscopie électronique en transmission magnétique (microscopie de Lorentz)  pour étudier le comportement collectif des nanoparticules magnétiques et a montré que le désordre structurel perturbe l'auto-assemblage en domaines ordonnés et peut entraîner une dynamique de spin-verre. Au fur et à mesure que les nanoparticules s'assemblent en réseaux ordonnés, diverses transitions de phase peuvent être attendues, telles que superparamagnétique à ferromagnétique et isolant à métal,. 
À cette fin, elle a développé un procédé de nano-masquage qui permet le transfert de motifs dans des films magnétiques multicouches. Ce processus implique un broyage argon-ion (en) pour transférer le motif de nanoparticules d'oxyde métallique dans des films minces multicouches orientés et des jonctions tunnel magnétiques. 
Majetich a été pionnière de l'utilisation de la microscopie à force atomique conductrice (en) pour mesurer la magnétorésistance. 

## Récompenses et honneurs
- 1992 NSF National Young Investigator Award [4]
- 2007 Membre élue de la Société américaine de physique[11]
- 2007 Conférencier émérite de la IEEE Magnetics Society (en) [1]
- Prix scientifique de l'Université Carnegie-Mellon[12]
- 2016 Elue Fellow de l'Institute of Electrical and Electronics Engineers[13]

## Publications (sélection)
- (en) Yueqiang Liu, Sara A Majetich, Robert D Tilton, David S Sholl et Gregory V Lowry, « TCE dechlorination rates, pathways, and efficiency of nanoscale iron particles with different properties », Environmental Science & Technology, ACS, vol. 39, no 5,‎ 1er mars 2005, p. 1338-1345 (ISSN 0013-936X, 1520-5851 et 1068-4980, PMID 15787375, DOI 10.1021/ES049195R).
- (en) Robert L Stamps, Stephan Breitkreutz, Johan Åkerman, Andrii V Chumak, YoshiChika Otani, Gerrit E W Bauer, Jan-Ulrich Thiele, Martin Bowen, Sara A Majetich, Mathias Kläui, Ioan Lucian Prejbeanu, Bernard Dieny, Nora M Dempsey et Burkard Hillebrands, « The 2014 Magnetism Roadmap », Journal of Physics D, IOP, vol. 47, no 33,‎ 18 juillet 2014, p. 333001 (ISSN 0022-3727 et 1361-6463, OCLC 50353526, DOI 10.1088/0022-3727/47/33/333001, arXiv 1410.6404).
- (en) Yueqiang Liu, Sara A Majetich, Robert D Tilton, David S Sholl et Gregory V Lowry, « TCE dechlorination rates, pathways, and efficiency of nanoscale iron particles with different properties », Environmental Science & Technology, ACS, vol. 39, no 5,‎ 1er mars 2005, p. 1338-1345 (ISSN 0013-936X, 1520-5851 et 1068-4980, PMID 15787375, DOI 10.1021/ES049195R).